# Pere Mates
Pere Mates (~1490 - Girona, 1558) fou un pintor renaixentista català. Actiu a Girona, Besalú i la Garrotxa. Pintor que està documentat a Girona l'any 1512. Per tot plegat, hom creu que degué néixer en la dècada del 1490, fou membre més destacat d'una ramificada nissaga d'artistes originària de Sant Feliu de Guíxols, cosa que documentalment no s'ha pogut comprovar directament, tot i que tant la seva mare com els seus germans consten en diferents documents d'aquesta vila. Se sap que el 1535 va casar-se amb Anna Mir, filla de Besalú d'un beneficiat de la Seu de Girona, amb qui tingué tretze fills, la majoria dels quals es moriren en néixer. Segons els documents, vivia al Carrer de les Ballesteries, prop de la Plaça de Sant Feliu (Girona) on morí el 22 d'octubre de 1558.

## Biografia i documentació
Pere Mates és considerat un dels millors representants de la pintura del segle XVI. La seva obra, encara impregnada d'arcaismes, el presenta com un seguidor de la tradició quatrecentista a Girona, però a la vegada com un bon coneixedor de les novetats artístiques de l'època que començaven a introduir a Girona gràcies a la circulació de gravats i a la influència d'alguns pintors forasters instal·lats a la ciutat, com Aine Bru, Joan de Burgunya i Pere Fernández. Va tenir un primer moment artísticament brillant i després es va especialitzar en una pintura basada en reproduccions de gravats d'artistes com Dürer i Schongauer.
Tant la persona de Pere Mates com la seva obra han anat essent identificats de manera lenta i progressiva gràcies a l'estudi de diferents fonts documentals. Fins fa poc anys es desconeixia la seva personalitat, i el conjunt de la seva obra, catalogada pel restaurador Sutrá (1956-57) s'atribuïa a un pintor anònim, que Post (1958) batejà amb el nom de “Monogramista català”, pel fet de signar-ne algunes amb un monograma format per les lletres MTAS. Amb aquest fet, Pere Mates ja ens demostra la novetat de la seva obra i la seva actitud personal envers la seva professió. Contràriament als pintors medievals, ell signava la seva obra. Posteriorment, i gràcies als estudis de diferents historiadors -Alàrcia, Clara, Freixas-, es va poder documentar la persona de Pere Mates i relacionar-lo amb el conjunt de l'obra del catàleg raonat del “Monogramista català”. Dissortadament, algunes de les obres que estan documentades al Museu d'Art de Girona no ens han arribat, com el retaule que li va encarregar el 1532 per Sant Pere de rodes, i a la inversa, hi ha diferents pintures conservades que no es coneix documentació.

## Obra i evolució
Queda constància en la documentació coneguda que Pere Mates realitzà altres feines menors de caràcter ornamental o d'art efímer, la majoria per encàrrec de la catedral de Girona. El 1534, per exemple, pintà una cortina per a la Capella del Sant Crist, 1548 decorà el monument del Dijous Sant, el 1550 pintà tres frontisses, etc.
Pere Mates fou, doncs, el pintor més important de Girona del segle xvi, tal com ho demostra la seva producció. Fins al 1558, el taller de pintura de Pere Mates desplegà per tota la geografia del bisbat gironí una vivíssima activitat, molt superior a la dels altres pintors coetanis de la ciutat, però tingué poca continuïtat, perquè el seu fill i hereu, Pere Mates II, aviat abandonà l'ofici de pintor per fer-se clergue de la Col·legiata de Sant Feliu de Girona.
El treball més antic de Pere Mates que s'ha pogut documentar, és la seva intervenció en el desaparegut retaule de Sant Andreu de Roses (1520), contractat per Pere de Fontaines poc abans de morir (1518). Successivament, se sap que pintà per a la Seu de Girona dos profetes (1522) no conservats, i se li ha atribuït el retaule de la capella de santa Magdalena, datat el 1526 (Museu de la Catedral, Girona). El mateix 1526 contractà per 235 lliures el perdut retaule major de Sant Pere de Rodes, acabat el 1532. A la Fundació Rafael Masó de Girona es pot contemplar el quadre El matrimoni de dos sants, datat del 1526. La pintura "sembla mostrar una escena de matrimoni; segons el restaurador Joan Sutrà, Esperança Bru Oller li explicà que en el moment en què el seu marit l'adquirí li fou presentada com la representació de les noces de Santa Cecília i Sant Valeri" i que l'obra podria provenir de l'església de Santa Maria de Molló o de Santa Pellaia.
Mentrestant, el 1527 va capitular el retaule de la capella de Sant Roc de Vilablareix, també perdut, i el 1528 realitzà el retaule de Sant Iscle màrtir i santa Victòria de Millars -contractat el 1527 per Francesc Espinosa (†1528), però a penes començat-, que esdevé l'única obra de Mates conservada i que alhora disposa de documentació d'arxiu (Museu d'Art de Girona, i col·lecció particular, Millars). Més tard, contractà el retaule de la capella de Sant Tomàs de la Catedral de Girona (1535), desaparegut, i poc després enllestia el retaule de Sant Joan Baptista', conservat i no documentat, que porta la data de 1536 però no se sap per a quina església ni localitat va pintar-lo (col·lecció particular, Madrid). El 1545 contractà el retaule de la Mare de Déu de l'església de Vilamarí; el 1547, el de la Mare de Déu de l'església de Verges, i el 1552 el de la parròquia de Sant Nicolau de Girona, tots tres perduts sense deixar cap vestigi, que se sàpiga.

## Anàlisis d'obres

### Retaule de Millars
Dues taules (77x106cm, 97x82cm) es conserven al Museu d'Art de Girona i quatre mes que es conserven en una col·lecció particular formaven el retaule de la petita església de Sant Iscle de Millars, originàriament la capella del Castell de Millars.
La taula del Calvari era la cimera del retaule i la taula corresponen a Sant Iscle màrtir i santa Victòria ocupava el carrer central. A banda i banda d'aquesta, s'hi narraven quatre escenes referents a episodis de la vida i mort dels dos sants. La presència de santa Victòria en un retaule dedicat a Sant Iscle màrtir s'explica pel fet que es creia que eren germans, i per això en molts llocs s'apleguen les dues devocions.
Hi ha documentat el contracte que es va firmar el dia 5 d'octubre de 1527 amb Francesc Espinosa, pintor de Girona, per dur a terme aquest retaule dedicat a Sant Iscle màrtir i santa Victòria per les a l'església de Millars. No es coneix l'origen del pintor, però se sap que tenia instal·lat a Girona el seu taller principal. A l'any següent, el 1528, hi ha documentada la mort d'Espinosa, i fou llavors que passà a fer-se càrrec de l'obra Pere Mates, el qual ja estava vinculat a aquest retaule, ja que consta en el contracte de 1527 com a testimonia fideïcomissari (Garriga, 1994). Per tant, si bé el retaule fou contractat per Francesc Espinosa, la realització degué ser principalment de Pere Mates. S'intentaren destriar en un principi les parts realitzades per cadascun d'ells. Ara bé, en no conèixer l'estat d'execució del retaule quan Mates agafà l'encàrrec, ni tampoc cap altra pintura de Francesc Espinosa que ens permeti fer comparacions, es fa difícil la diferenciació. Hom, però, havia considerat que la taula central, les figures dels dos sants, amb el brodat d'or i seda de fons, s'hauria d'atribuir a Francesc Espinosa, pel fet que el motiu decoratiu de fons responia a una tradició més medieval. Avui aquesta hipòtesi no sembla tan clara, perquè aquesta decoració de fons la podem veure repetida en altres obres de Pere Mates, normalment en aquelles escenes no narratives, com és el cas d'aquesta de Millars. Aquest retaule és doncs, una de les pintures de la primera etapa de l'artista Pere Mates, quan el seu estil no estava encara ben definit. Si es conservés les dues altres obres importants que per aquests anys se li encarregaren, el Retaule de Sant Pere de Rodes (1526-32) i el de la capella de Sant Tomàs de la Catedral de Girona (1535), coneixeríem més a prop el seu desenvolupament del seu art en aquests anys, cosa que ajudaria als historiadors a identificar la seva mà en aquesta obra. Aquest retaule, considerat una de les obres més representatives del primer Renaixement a Catalunya, no és de grans proporcions, però tenia una rica part arquitectònica d'emmarcament, tal com es pot veure en la taula del Calvari, que encara en conserva l'original. Iconogràficament, l'escena del Calvari ens apropa al moment concret en què les tres Maries, sant Joan, Josep d'Arimatea i Sant Nicodem es disposen a baixar de la creu el cos sense vida de Crist. Pel que fa a la representació dels sants titulars, se segueix la fórmula habitual, la de representar-los amb els seus atributs identificatius del martiri: l'espasa (Sant Iscle màrtir fou decapitat) i la sageta (santa Victòria fou assagetada), episodis que ens narren les taules que completen l'obra, avui en una col·lecció particular.

### Sant Pere i Sant Pau
Aquestes dues taules (124x62cm) entraren a formar part del Museu d'Art de Girona el 1987, provinents d'una col·lecció particular. No es coneix la procedència original, però sense cap dubte les pintures es poden atribuir a Pere Mates (ca. 1530).
Són dues taules de grans dimensions que presenten les figures, de cos sencer, dels sants apòstols Pere i Pau. Hom creu possible que originàriament fossin portes laterals d'un retaule, perquè les mides i el fons del darrere de les figures concorden amb les formes habituals dels elements laterals d'aquestes peces.
L'interès d'aquestes pintures rau en el fet que són dues imatges de cos sencer, potser les més grans que coneixem de les que va pintar Pere Mates. Les figures que ell pintava en els seus retaules eren de dimensions més petites, potser per això aquestes dues pateixen una certa desproporció entre les mides del cos, el cap i les mans, la qual cosa era habitual en pintures de format petit (124x62cm). La procedència d'aquestes taules és, doncs, una incògnita. Les primeres hipòtesis pretenien relacionar-les amb els retaules avui perduts –però tanmateix documentats- que pintà Pere Mates dedicats a l'apòstol sant Pere. Hom apuntava el Retaule de Sant Pere de Rodes (perdut) i el de Sant Pere Cercada, del qual només conservem quatre taules. D'altra banda, aquestes dues taules són datades entorn del 1530, cronologia que enllaçaria perfectament amb les dates de realització dels dos retaules esmentats, segons la documentació que en tenim. Avui, però, aquestes teories s'han descartat del tot, i hom proposa la de mantenir que eren portes laterals d'un retaule, el qual no tenia per què estar dedicat a cap d'aquest dos sants. Les figures de sant Pere i sant Pau foren molt habituals com a imatges laterals en retaules del segle xvi, independent del sant al qual anessin dedicades les pintures principals del conjunt, tal com es pot comprovar en una altra peça del mateix Pere Mates, el retaule de Santa Cecília de Molló (té les taules-portes laterals amb imatges de sant Pere i sant Pau).
Les imatges del dos sants, molt ben identificats pels seus atributs, les claus (sant Pere) i l'espasa (sant Pau), es troben emmarcades per un fons arquitectònic molt simple, que recorda amb facilitat la taula de Santa Úrsula pintada pel pintor Joan de Borgunya. Les referències, dins la producció de Pere Mates, a pintures de Bugunya són constants, cosa que ens demostra l'habilitat i l'interès d'aquest pintor gironí per introduir en la seva pintura trets d'aquest nou llenguatge pictòric, el Renaixement, que arriba
ens dubte a Catalunya i a Girona a través d'aquests artistes estrangers.
El bon tractament dels cossos d'aquest dos sants i el seu volum permeten qualificar Pere Mates d'artista innovador, però a la vegada constant, equilibrat i uniforme.

### Retaule de Segueró
Aquest retaule prové de l'església parroquial de Santa Maria de Segueró, al municipi de Beuda. Del seu conjunt, ens ha arribat vuit taules dedicades a escenes de la vida de la Mare de Déu, quatre figures d'apòstols, una taula de la Creació i una del Judici Final. Tenim notícies que l'any 1908 el retaule ja era desmuntat, tot i que es conserven encara les dotze figures dels apòstols i una taula amb un Calvari (Monsalvatje, 1908). L'obra no és documentada, però el pintor va signar amb el seu monograma –MTS- l'escut d'un dels soldats de la Resurrecció, i la pica que duu sant Tomàs apòstol.
Al llarg de la seva carrera pictòrica, es pot observar en l'obra de Pere Mates una evolució progressiva de l'estil i una consolidació de la tècnica. Hom considera que aquest retaule de Segueró i el de Sant Pere de Montagut són dues de les seves millors obres, a partir de les quals la seva tècnica, el seu estil, no canviarà més. Tot el que pintarà a partir d'aquest moment seran imitacions o repeticions d'un tipus de personatges d'unes composicions, una mateixa distribució de l'espai, etc. En aquest retaule, el tractament de l'espai, el volum, els colors i la llum es poden ja incloure dins d'un estil més italianitzant. Per poder detallar aquest factors més innovadors de la seva pintura, ens fixarem en unes taules en concret: la de la Creació, la de la Resurrecció i la del Naixement.

#### Taula de la Creació, Judici Final i Calvari

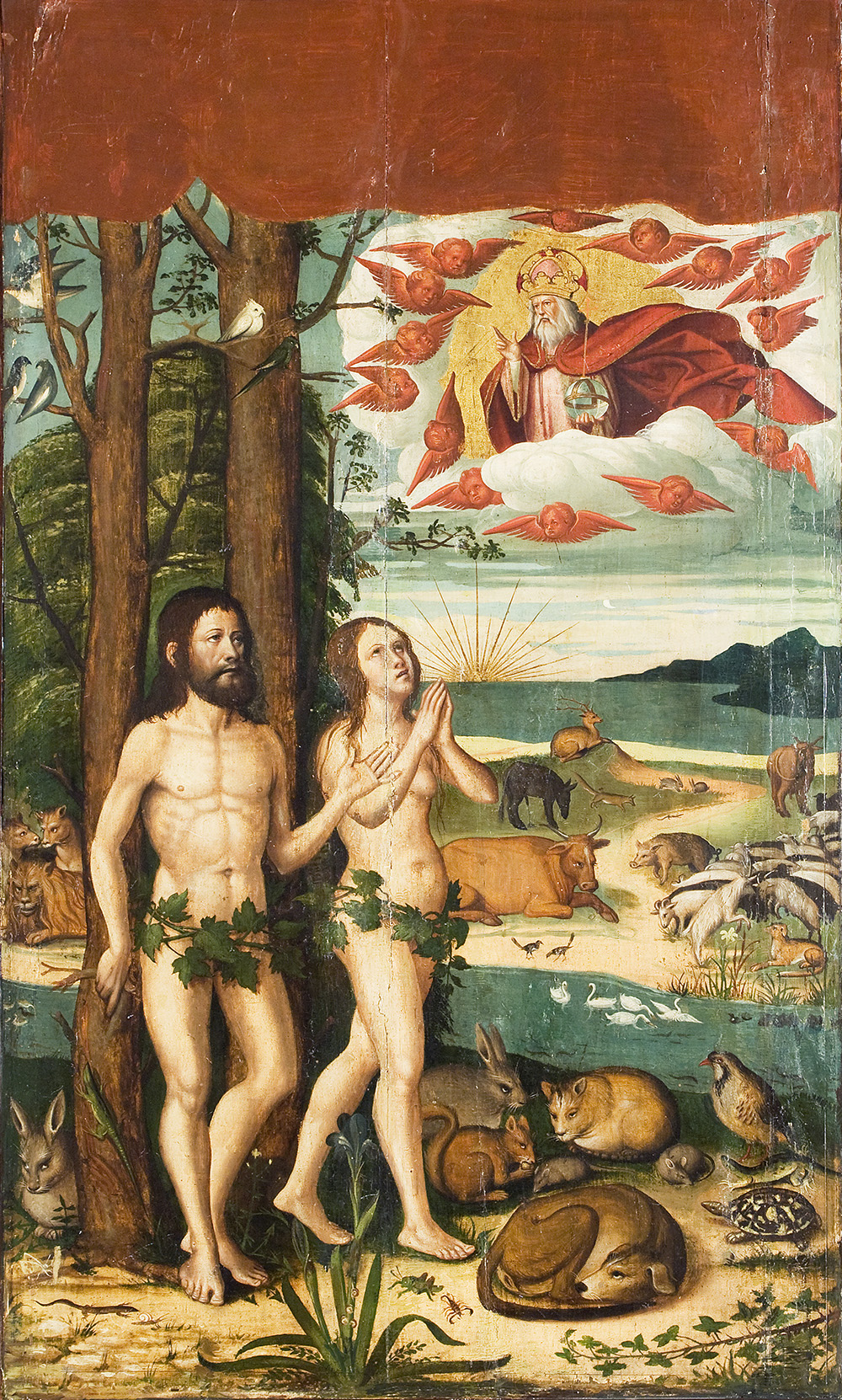
Taula de l'expulsió del Paradís, Museu d'Art de Girona

La taula de la Creació, dins del conjunt del retaule devia ocupar una part del brancal, fent parella amb la del Judici final. Representa el moment d'Adam i Eva nus, després de caure en el pecat original per haver menjat del fruit prohibit, escoltaven la veu del Déu Pare, representat a dalt a la dreta. Pere Mates ha emmarcat la historia dins d'un bell i detallat paisatge amb muntanyes i un horitzó en perspectiva llunyana, tot decorat amb tot de plantes molt minuciosament treballades i molts animals. La forma de distribució de l'espai en aquesta composició és considerada una novetat que permet que Pere Mates sigui reconegut com un pintor del nou estil italianitzant. Ha resolt la distribució de l'espai en tres nivells de profunditat, amb la qual cosa crea una certa perspectiva o llunyania. Però, com es pot comprovar, el resultat no és del tot reeixit, ja que no acaba de lligar amb prou harmonia el primer i el darrer terme. El pintor tenia nocions de com construir aquest espai possiblement havia vist composicions en perspectiva, però evidentment li mancava un nivell teòric on recolzar-se per compondre. Construeix l'escena generant diferents punts visuals, per això el resultat final tendeix a una fragmentació de l'espai. Dues altres taules ens presenten més novetats estilístiques, respecte a la pintura de tradició autòctona que es feia a Catalunya. Per una banda, la taula de la Resurrecció de Crist, que Pere Mates ha pintat a partir d'un gravat d'Albert Dürer (“Gran Passió”), del qual ha extret la distribució dels grups dels personatges. Aquesta mateixa comparació es pot establir amb la taula del Naixement, escena que iconogràficament segueix la tradició medieval, però en el qual podem trobar també un paral·lel compositiu amb un altre gravat de Dürer (Petita Passió). És de destacar en aquesta escena l'anatomia de la figura del Nen, de cànon plenament renaixentista. Pere Mates no es limitava només, doncs, a copiar els gravats de Dürer, sinó que en prenia model i en feia la seva pròpia interpretació o adaptació.

### Retaule de Sant Pere

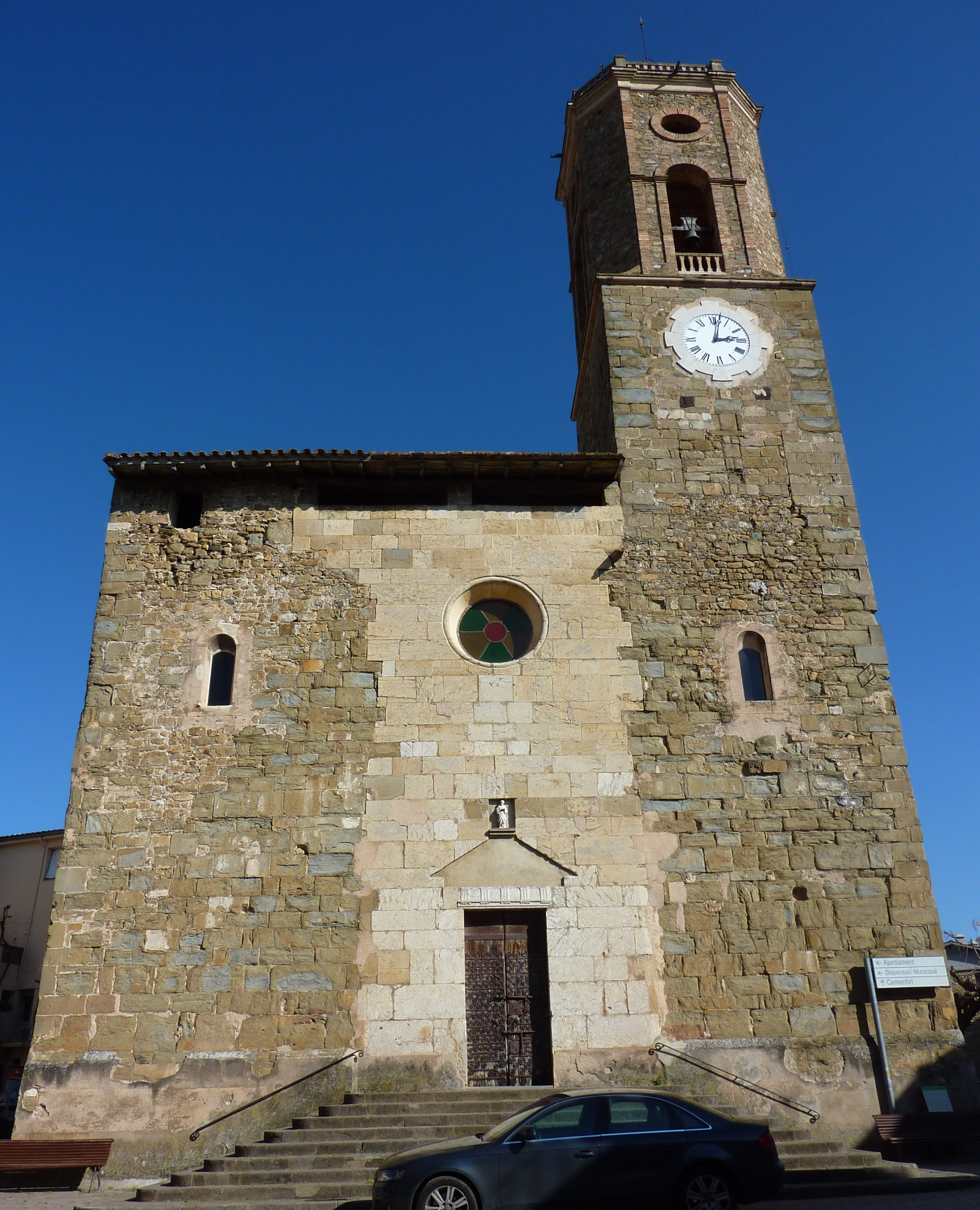
Sant Pere de Montagut

De les taules que es conserven d'aquest retaule de Sant Pere de Montagut, la de la predicació de sant Pere és molt exemplificadora de la formació i de l'obra de Pere Mates. Per a comprendre l'escena, el pintor va “copiar”, o prendre com a model, la taula pintada per Joan de Borgunya de la Predicació de Sant Feliu, taula que forma part del Retaule de Sant Feliu, de Girona. Aquest fet ens demostra l'interès de Pere Mates pels nous llenguatges pictòrics, que va poder contemplar a la mateixa ciutat de Girona. Desconeixem la seva formació artística com a pintor, però es pot pensar que fou autodidacte que va saber aprofitar tot allò que tenia a l'abast.
El Retaule de sant Pere de Montagut, provinent de l'església parroquial d'aquest mateix poble de la Garrotxa, fou restaurat el 1933 per Joan Sutrà i Vinyes. Aquest retaule ja no era l'original, atès que havia estat reconstruït en dues ocasions, el 1734 i el 1886. Es tracta d'una de les millors obres de Pere Mates. Hi afloren totes aquelles característiques que permeten catalogar-lo com a pintor innovador i renaixentista, o bé, tal com el defineix Narcís-Jordi Aragó (1993), com “un creador agosarat”.
En aquesta pintura, hi predominen un estil de dibuix i una simplificació dels elements, respecte a peces anteriors. Si bé el cànon dels seus personatges és aquí més reduït que en d'altres, com per exemple en el retaule de Santa Magdalena (1526), conservat al Museu de la Catedral de Girona, Pere Mates ha aconseguit resoldre dins uns marcs arquitectònics gens medievals ja, sinó plenament renaixentistes, i que donen una clara ambientació a la narració històrica que ens explica, la vida del sant Pere apòstol. Una altra característica de l'estil tan personal d'aquest pintor és el fet de repetir en les seves obres els mateixos rostres i gestos; és a dir en crear un personatge –en aquest cas sant Pere-, amb trets concrets, Pere Mates el repetia en altres encàrrecs pictòric son hagués de sortir representat. La figura del sant d'aquest retaule, per exemple, és quasi idèntica a una altra que forma part d'una predel·la que es conserva en una col·lecció particular.
Una altra via de coneixement del nou estil per part de Pere Mates foren els gravats arribats d'Europa. En l'escena del Calvari que culminava la cimera d'aquest retaule, el grup de Maries i el sant Joan són trets, “copiats”, de dos gravats diferents de Dürer. D'aquest Calvari també es poden destacar dos detalls més: el monograma del pintor -MTS- en l'arma o alabarda del soldat de la dreta, i l'ensenya heràldica del poble Montagut (Montagut i Oix) - una muntanya amb vegetació - en l'escut mateix soldat
Iconogràficament, els temes són extrets dels Fets dels Apòstols i d'algun recull de vides de sants, com la Llegenda àuria de Jaume de Voràgine. El fet de narrar una història d'un sant és una típica tradició medieval, tal com es pot comprovar en els diferents retaules de Saló del Tron (retaule de sant Pere de Púbol…) però Pere Mates ha sabut crear, en explicar aquesta història, una unitat interna entre les diferents taules, amb un clar fil narratiu.

### Pietat

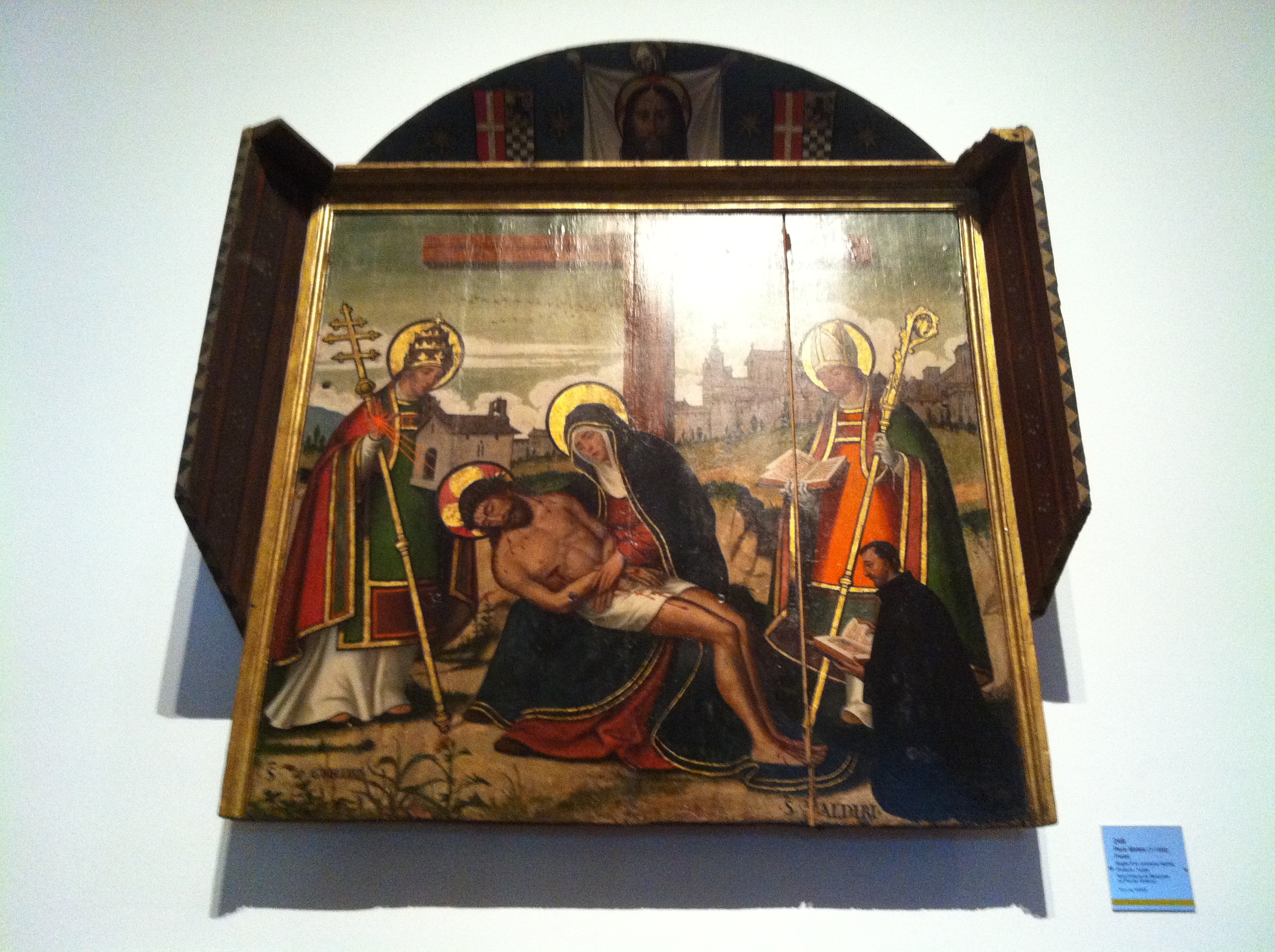
Taula de La Pietat. Museu d'Art de Girona

Representació de la Mare de Déu amb el cos inanimat de Crist a la falda, flanquejada per sant Gregori, papa, i per sant Baldiri, bisbe. Agenollat i amb un llibre obert a les
mans, hi ha el comitent, és a dir, el donant, el que va costejar l'obra.
De
fons, un paisatge que curiosament representa les antigues muralles de la citat de Girona, amb la catedral i el seu cimbori.
A
la part superior, la figura de la Verònica amb el vel miraculosament impregnat
de la faç de Crist i dos escuts heràldics tripartits amb la figura d'un lleó
rampant, que encara no han pogut ser identificats i que segurament corresponen
a l'heràldica familiar del donant (Ferrer, 1991).
Aquesta
taula pintada per Pere Mates ens ha arribat procedent del monestir de Sant
Esteve de Banyoles però en desconeixem l'origen exacte. Es creu que devia ser
la cimera d'un retaule.
La
lectura que podem fer de l'escena que s'hi representa és, en certa manera,
ambivalent. D'una banda la podem entendre con la representació d'un episodi del
cicle de la Passió de Crist, concretament el moment del Davallament de la Creu,
perquè l'escena va acompanyada d'una referència o episodi anterior del mateix
cicle de la Passió, la presència de la Verònica i el vel amb el rostre de
Crist, a la part superior de la taula.
Ara
bé, cal considerar-ne un altre possible significat: des del final del segle XIV
i al llarg dels segles XV i XVI apareix aquesta mateixa escena de la Mare de
Déu, però ja no com un episodi narratiu de la Passió, sinó com una escena
lliure i deslligada d'aquest discurs evangèlic, la qual té com a finalitat la
devoció i veneració de la figura de Maria, que és representada en uns dels
moments més tristos i dolorosos de la seva vida, el de la mort del seu fill.
És en aquest sentit no histórico-narratiu, sinó la devocional, que prenen significat la resta de personatges d'aquesta Pietat de Pere Mates: sant Gregori, papa, i sant Baldiri, bisbe, i el donant, tots ells inclosos en l'escena pel fet de ser
o haver estat devots de la Mare de Déu.
Compositivament,
l'aspecte més rellevant d'aquesta pintura és el paisatge de fons. Els paisatges
que Pere Mates ha anat pintant en les seves diferents obres sovint són
inventats, tot i que la majoria tenen un aire molt local. El mateix podríem
assenyalar de les seves arquitectures, pintades per emmarcar moltes de les
escenes, i que són gairebé totes de caràcter i estil renaixentista: arquitectures
que ell no podia haver vist personalment en l'àmbit gironí i que deuria copiar
d'estampes i gravats arribats d'Europa. Per això és significatiu que en aquesta
taula situï l'escena de la Pietat en un marc natural, real i conegut, la ciutat
de Girona amb la catedral i les muralles vistes de Sant Martí Sacosta estant.
Són de destacar d'aquest conjunt els detalls vegetals del primer terme i el
grup d'ocells volant al cel. Tot plegat dona un caire de realisme i
quotidianitat a l'escena.
Malauradament,
no tenim documentada la peça, ni sabem tampoc de quin conjunt o retaule formava
part, ni s'han pogut identificar de moment els escuts heràldics de la part
superior. Ben segur que la resolució d'alguna d'aquestes incògnites ens
ajudaria a definir el sentit i significat real de la representació: un episodi
de la Passió o una taula de sentit devocional envers la persona de Maria, o bé,
per què no, els dos sentits alhora.

### Retaule dels Misteris del Rosari

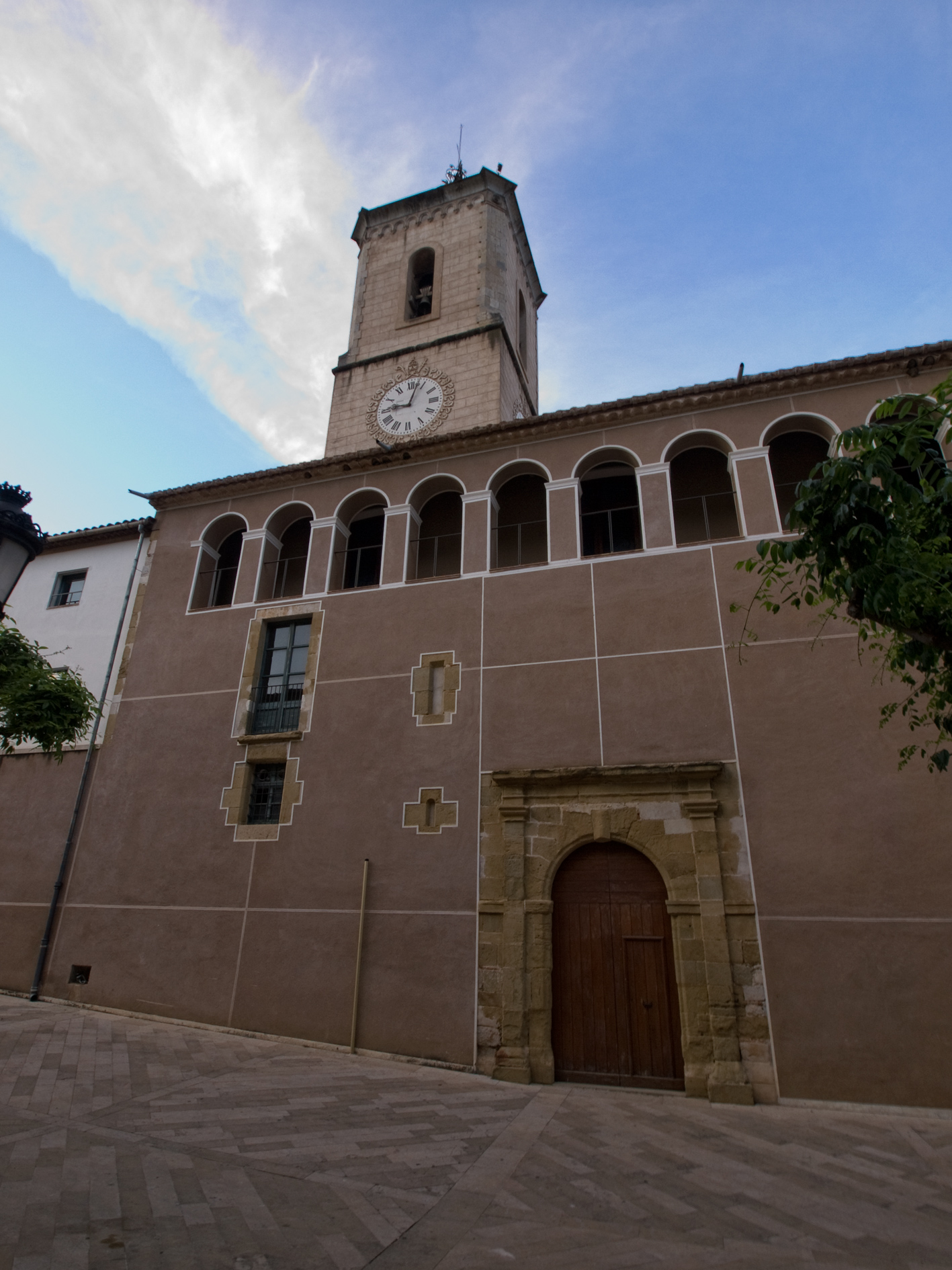
Santa Maria d'Amer

Se sap que l'any 1936 el Retaule dels Misteris del Rosari, procedent de la parròquia
de Santa Maria d'Amer, antic monestir benedictí, fou desmuntat i en part
destruït a causa dels avalots de la guerra. Per
sort, les taules pintades foren conservades i extretes dels muntants o columnes
que conformaven l'arquitectura del retaule i ingressaren al Museu Diocesà de Girona. Algunes estaven mig trencades, i quasi totes ennegrides pel fum. Es
perdé, però, la imatge de la Verge, que ocupava la part central.
No se sap qui costejà el retaule, ni tampoc qui és l'autor d'aquestes pintures. És molt possible que l'encàrrec de la peça provingués d'una confraria del Rosari (Marquès, 1970-71), molt usuals al segle xvi. Quant a l'autor, fa poc s'ha apuntat la hipòtesi que sigui Joan Sanches Galindo, després de comparar estilísticament aquestes taules amb les pintures del retaule de l'església parroquial de Santa Cristina d'Aro, també renaixentista, obra d'aquest pintor; de tota manera, el possible contracte corresponent d'aquesta autoria no ha estat descobert encara (Esteva, Bautista, 1993) El paral·lelisme entre aquests dos retaules és en la similitud dels trets formals i en les característiques tècniques. Ambdues obres són una mostra del tipus de pintura que es duu a terme
al final del segle xvi, que en comparació amb el ventall de produccions dels anteriors, han disminuït tant en quantitat com en qualitat. De fet, ens mostren
que ha arribat també a Catalunya una nova manera de fer pintura, que hom identifica amb el nom d'estil manierista o bé com a mostra d'un Renaixement tardà. De les pintures que ens ocupen, són de destacar una sèrie de trets estilístics que ens permeten separar-les de l'estil més renaixentista de la resta de pintures de la sala. D'una banda, sobta d'aquestes pintures els colors i les seves tonalitats: verd, groc, grana i blau: tots ells molt vius, però aplicats sota una llum de tons freds, que donen una certa idea d'artificiositat, una sensació de colors poc reals. La mateixa sensació de poc realisme la dona la tendència a representar les figures amb un cànon allargat. És de destacar
el cos nu del Nen Jesús en l'escena de la Presentació en el Temple: és un cos molt desenvolupat, potser en excés. Sorprpen també el marc espacial de les escenes, sobretot per la pobresa de les seves arquitectures.
La narració iconogràfica que se segueix en les pintures representa la pràctica devocional del rosari. Els “misteris” en què s'estructura aquesta pràctica són quinze, els quals es divideixen en tres parts ben marcades, que es corresponen a diferents episodis de la vida de la Mare de Déu. Un primer grup són els anomenats Misteris joiosos, o de goig, que narren cinc moments de la joia de la vida de Maria i que es corresponen a les següents escenes: l'Anunciació, la Visitació de Maria a la seva cosina Isabel, el Naixement o Adoració dels Pastors, la Presentació de Jesús infant al Temple, i Jesús discutint amb els
doctors de la Llei.
Un segon grup són els Misteris Dolorosos, o de dolor, representats pels següents episodis: L'oració a l'hort, la Flagel·lació, la Coronació d'espines, Jesús carregant la creu o Via Dolorosa i la Mort de Crist o Crucifixió. La devoció
acaba amb cinc misteris més, els anomenats Gloriosos, o de glòria: la Resurrecció, l'Ascensió, la Pentecosta, la Mort i assumpció de Maria i la
Coronació de Maria.

## Llista d'obres

### Retaules
| Any  | Obra                                                         | Localització                                | Observacions            |
| ---- | ------------------------------------------------------------ | ------------------------------------------- | ----------------------- |
| 1520 | Retaule de Sant Andreu de Roses                              |                                             | Desaparegut             |
| 1522 | Dues taules de dos Profetes                                  | Seu de Girona, no conservat                 |                         |
| 1526 | Retaule de la capella de Santa Magdalena                     | Museu de la catedral de Girona              |                         |
| 1527 | Retaule de la capella de Sant Roc de Vilablareix             |                                             | Perdut                  |
| 1528 | Retaule de Sant Iscle i Santa Victòria de Millars            | Museu d'Art de Girona/col·lecció particular | Conservat/Documentat    |
| 1532 | Retaule de Sant Pere de Rodes                                |                                             | Perdut                  |
| 1535 | Retaule de la capella de Sant Tomàs de la Catedral de Girona |                                             | Desaparegut             |
| 1536 | Retaule de Sant Joan Baptista                                |                                             | Conservat/No documentat |
| 1545 | Retaule de la Mare de Déu de l'església de Vilamarí          |                                             | Perdut                  |
| 1547 | Retaule de la Mare de Déu de l'església de Verges            |                                             | Perdut                  |
| 1552 | Retaule de la parròquia de Sant Nicolau de Girona            |                                             | Perdut                  |

### Obres menors de caràcter ornamental o efímer
| Any  | Obra                                                                                |
| ---- | ----------------------------------------------------------------------------------- |
| 1534 | Pinta cortina per a la capella de Sant Crist                                        |
| 1535 | Pinta el vel de la capella de les Onze Mil Verges amb les armes de Berenguer de Pau |
| 1539 | Pinta sis senyals amb armes imperials per decorar la capella ardent de l'emperadriu |
| 1548 | Decora el monument del Dijous Sant                                                  |
| 1550 | Pinta tres frontispicis                                                             |
| 1556 | Pinta les imatges de Sant Feliu i Sant Narcís                                       |

### Obres atribuïdes per monograma MTAS/TVMAS
| Obra                                                                            | Localització          | Observacions     |
| ------------------------------------------------------------------------------- | --------------------- | ---------------- |
| Retaule de la Mare de Déu del Monestir de Sant Llorenç del Mont                 |                       | Destruïdes, 1936 |
| Set taules d'un retaule al Santuari de la Mare de Déu del Mont                  | Girona                |                  |
| Retaule de les esglésies parroquials de Santa Maria de Segueró                  | Museu d'Art de Girona |                  |
| Retaule de l'església parroquial de Sant Pere de Montagut                       | Museu d'Art de Girona |                  |
| Sis taules del retaule de Sant Bartomeu de l'església de Sant Andreu de Llorona |                       | Desaparegut,1936 |

### Obres identificades per Joan Surtrà sense monograma del pintor ni referència documental
| Obra | Localització                    | Observacions               |
| --- | ------------------------------- | -------------------------- |
| Retaule de l'església de Sant Pere de Lligordà | Beuda, La Garrotxa              | Destruïda                  |
| Retaule de l'església de Santa Cecília de Molló | Molló, Ripollès                 | Destruïda                  |
| Vuit taules (reutilitzades al 1734) del retaule de la Mare de Déu del santuari de les Aguges de Sadernes                                           | Olot, La Garrotxa               | Destruïda                  |
| Retaule de La Pietat | Banyoles, Gironès               |                            |
| Cinc taules (Camí del Calvari, Santa Bàrbara, Sant Ferriol, Sant Itropi una Santa Franciscana) del retaule del Monestir de Sant Esteve de Banyoles | Banyoles, Gironès               |                            |
| Quatre taules (Resurrecció,l'Ascensió, Pentecostes i Assumpció) de un retaule del Monestir Agustinià de Sant Pere de Cercada                       | Col·lecció Pérez Xifra Girona   |                            |
| Quatre taules d'un bancal; Sant Pere, Santa Barbara, Sant Bisbe i Verge dels Dolors                                                                | Fundació Casamor, Cervia de Ter | Procedència no determinada |
| Dues taules amb Sant Pere i sant Pau (potser portes de un retaule)                                                                                 | Museu d'Art de Girona           |                            |
| Una taula amb el Crist de la pietat (retallada del centre de una predel·la)                                                                        | Museu d'Art de Girona           |                            |
| Taula amb Assumpció | Gironès                         |                            |
| Taula del Sant Enterrament | Palera, La Garrotxa             |                            |
| Retaule de sant Llorenç d'Oix | Montagut, La Garrotxa           |                            |